# Meleagros (geslacht)
Meleagros is een geslacht van kevers uit de familie van de loopkevers (Carabidae). De wetenschappelijke naam van het geslacht is voor het eerst geldig gepubliceerd in 1999 door Kirschenhofer.

## Soorten
Het geslacht Meleagros omvat de volgende soorten:
- Meleagros burmanensis Morvan, 2004
- Meleagros coeruleus Kirschenhofer, 1999
- Meleagros sikkimensis Andrewes,
- Meleagros sinicola Morvan, 2006